# Ceo (Grecia)
Ceo o Zea (in greco Κέα?, Kea) è un'isola della Grecia nell'arcipelago delle Cicladi. Dal punto di vista amministrativo costituisce, insieme all'isola disabitata di Makronisos, un comune nella periferia dell'Egeo Meridionale (unità periferica di Ceo-Citno).
È celebre, anche, per essere stata la città natale dei poeti Simonide e Bacchilide, per il sofista Prodico e per il relitto dell'HMHS Britannic, affondato nel 1916.

## Amministrazione
Il comune, formato dall'omonima isola e da Makronisos, ha una popolazione di 2 417 abitanti al censimento 2001 ed è formato dalle seguenti località:
- Chavouna
- Ellinika Kea
- Kato Meria
- Ioulis
- Ceo
- Korissia
- Koundouros, Greece
- Otzias
- Pisses
- Vourkari